# HD15233
HD15233 — хімічно пекулярна зоря спектрального класу F2, що має видиму зоряну величину в смузі V приблизно  5,4.
Вона знаходиться у сузір'ї Годинник  й  розташована на відстані близько 159,9 світлових років від Сонця.